# 제이미 휼렛

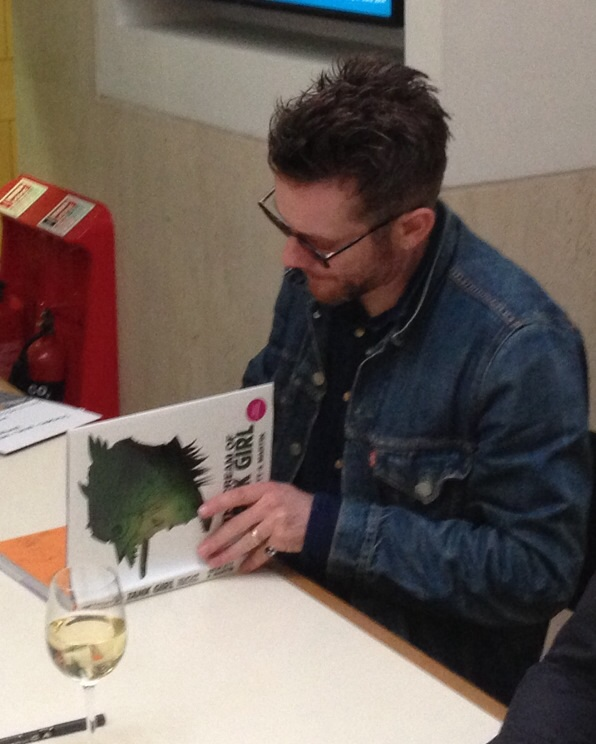

제이미 크리스토퍼 휼릿(Jamie Christopher Hewlett, 영어 발음: /hjuːlɪt/, 1968년 4월 3일 ~ )은 영국의 만화가이다. 만화 《탱크 걸》과 밴드 고릴라즈의 캐릭터 디자인으로 알려져있다.